# 新疆生产建设兵团第八师一四八团
新疆生产建设兵团第八师一四八团是中华人民共和国新疆生产建设兵团第八师下辖的一个团。

## 行政区划
新疆生产建设兵团第八师一四八团下辖以下单位：
团部、农一连、农二连、农四连、农五连、农六连、农七连、农八连、农九连、农十连、农十一连、农十二连、农十三连、农十四连、农十五连、农十六连、农十七连、农十八连、农十九连、三加工厂、农三连、二牛场、二加工厂和砖厂生活区。